# 아니 프리징거포스트마

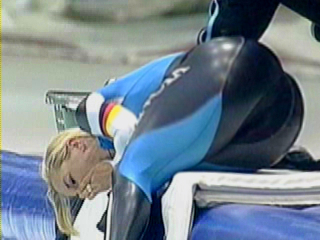
실격하여 고개를 떨구고 눈물흘리는 anni friesinger

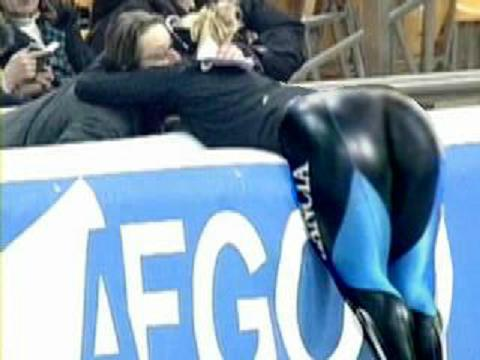
실격 후 위로를 받는 anni friesinger

"아나" "아니" 크리스티네 프리징거포스트마(독일어: Anna "Anni" Christine Friesinger-Postma, 1977년 1월 11일~)는 독일의 여자 스피드 스케이팅 선수이다.
부모와 남동생도 스피드 스케이팅 선수로 활동한 빙상 가족 출신이다. 어머니는 폴란드 출신으로, 폴란드 국가대표로 동계 올림픽에 참가한 경력이 있으며, 남동생 얀 프리징거도 독일 국가대표로 동계 올림픽에 참가했다. 남편 이드스 포스트마도 유명한 네덜란드 국가대표 선수였다.
중거리가 주종목이지만, 장거리 또한 강했으며, 두껍고 튼튼한 허벅지와 크고 탄력있게 잘 발달된 궁뎅이를 가진탓에 순간적인 파워를 필요로 하는 단거리에도 강한 선수였다. 2002년 동계 올림픽 1500m, 2006년 동계 올림픽과 2010년 동계 올림픽 팀 추월에서 금메달을 따는 등 올림픽에서 금메달 3개와 동메달 2개를 땄으며, 2007년 세계 스프린트 선수권 대회와 2001년·2002년·2005년 세계 종합 선수권 대회에서 우승하는 등 2000년대에 드물게 장거리와 단거리에서 모두 좋은 성적을 낸 선수이다. 2009년, 동계 올림픽에서 금메달을 딴 경력이 있는 네덜란드의 스피드 스케이팅 선수 이드스 포스트마와 결혼했고, 2010년 동계 올림픽에 참가한 후 은퇴했다.
maxim 지의 표지 모델로도 활동했으며, 크고 풍만한 몸매로 동계 올림픽 섹시스타 5위권안에 항상 랭크 되기도 했다.